# ザ・フラワー
『ザ・フラワー』は宝塚歌劇団のショー作品。

## 宝塚大劇場公演　グランド・レビュー『ザ・フラワー』-ガールズ800- 24場
- 作・演出：鴨川清作

### 雪組
- 参考資料は60年史別冊[1]
- 1972年3月25日 - 4月26日
- 併演は『かぐら』

#### スタッフ
- 作曲・編曲：中井光晴・入江薫・寺田瀧雄・吉崎憲治
- 音楽指揮・合唱指導：橋本和明
- 歌唱指導：水島早苗
- 振付：喜多弘・司このみ・県洋二・朱里みさを・アキコ・カンダ
- 衣装：静間潮太郎
- 装置：静間潮太郎・大橋泰弘
- ヘアーデザイン：畠山順吉
- 照明：今井直次
- 小道具：万波一重
- 効果：川ノ上智洋
- 音響監督：松永浩志
- 演出助手：草野旦・村上信夫・三木章雄
- 制作：野田浜之助

#### 主な配役
- 歌う男、ジョー：郷ちぐさ
- インディアンの娘、青年：水はやみ
- 少年：汀夏子
- 少女：摩耶明美
- 毛虫：大路三千緒・岸香織
- サンパギータA：司このみ
- 歌手：高宮沙千・浦路夏子・順みつき

### 花組
- 参考資料は60年史別冊[2]
- 1972年4月27日 - 5月30日
- 併演は『浜千鳥』
- 続演

#### 主なスタッフ
- 制作：大谷真一

#### 主な配役
- 歌う男、ジョー：甲にしき
- 少年：水はやみ
- 少女：竹生沙由里・近衛杏
- 花のダンサー：司このみ・亜矢ゆたか
- 歌手：笹潤子・薫邦子・瀬戸内美八・明日香みやこ

## 東京宝塚劇場公演
- 参考資料は90年史別冊[3]
- 雪・星組公演
- 1972年8月1日 - 8月28日
- 併演は『かぐら』。
- 主なスタッフは鴨川清作

## 宝塚・東京以外の公演
- 参考資料は90年史別冊[4]
- 主なスタッフは鴨川清作
- 花組公演
- 併演は『小さな花がひらいた』

- 1973年6月14日から7月1日までの公演場所は館山、木更津、新潟、富山、福井、和歌山、岡山、三次、広島、松山、福山、鹿児島、加世田、人吉
- 1973年9月10日から9月26日までの公演場所は太田、北上、盛岡、札幌、函館、紋別、滝川、小樽